# Bismarck (Illinois)
Pour les articles homonymes, voir Bismarck.
Bismarck est un village américain situé dans le Newell Township, dans le comté de Vermilion, dans l'Illinois. Sa population s’élevait à 579 habitants lors du recensement de 2010.